# 4724 Brocken
4724 Brocken је астероид главног астероидног појаса чија средња удаљеност од Сунца износи 2,222 астрономских јединица (АЈ).
Апсолутна магнитуда астероида је 13,2.